# Бешичка планина
Бешичката планина (на гръцки: Βόλβης Όρη, Όρη Βόλβης, Όρη Μπεσικίων; на турски: Beşikdağ, Бешикдаг) е ниска планина в Егейска Македония, Гърция, разположена северно от Бешичкото езеро. 
Планината носи името на селата Голем Бешик (днес Мегали Волви) и Малък Бешик (днес Микри Волви), на които е кръстено и езерото (днес Лимни Волви). В България традиционно Бешикдаг смятано за име синонимно на Богданската планина, която обхваща и трите дяла, смятани днес в Гърция за отделни планини - западен Вертискос (на гръцки: Βερτίσκος), източен Кердилио или Кердилия (Κερδύλιο, Κερδύλλια, на български Орсова планина) и южен Ори Волвис (Ορη Βόλβης).
На север планината е отделена от Богданската (Вертискос) и Орсовата планина с долината на пресушените езера Мавровско и Лънджанско.
Езерата на южната ѝ граница Бешичко и Лъгадинско (Корония) са записани в Рамсарската конвенция в 1974 година и са част от мрежата защитени зони Натура 2000 (1220001 и 1220009), като също така са обявени за орнитологично важни места (032). По-широката зона е определена като национален парк с името „Национален парк Лъгадинско езеро - Бешичко езеро и Македонски Темпи“ в 2003 година. Три вековни чинара в района на Схолари (Сарай) и Аполония (Пазаруда), в които гнездят чапли и бели щъркели, са обявени за защитени природни паметници.
Скалите на планината са гнайси и малко амфиболити.
Изкачването до върха може да стане от селището Филаделфи (Гювелци, 420 m) за около 1,30 часа.
| Име        | Име                         | Височина | Местоположение                                                          |
| ---------- | --------------------------- | -------- | ----------------------------------------------------------------------- |
|            | Πετρωτό                     | 668 m    | Ю от Филаделфи (Гювелци)                                                |
|            | Αγριόβικος                  | 625 m    | СЗ от Микри Волви (Малък Бешик), Ю от Левкуда (Кавак)                   |
| Картал     | Αετορράχη, Καρτάλ Λόφος     | 661 m    | ЮЗ от Филаделфи (Гювелци), Ю от Аниксия (Канджа)                        |
| Кури Ходжа | Κορυφή Αβραάμ, Κουρή Χότζα  | 5573 m   | ЮИ от Аскос (Яникия), СИ от Вайохори (Ваисли)                           |
| Бешик      | Κούνια, Μπεσίκια            | 660 m    | ЮЗ от Филаделфи (Гювелци), Ю от Аниксия (Канджа) и ЮИ от Аскос (Яникия) |
|            | Κριτσελή                    | 606 m    | СЗ от Микри Волви (Малък Бешик), Ю от Левкуда (Кавак)                   |
| Карабунар  | Μαυροπούρναρο, Καρά Μπουνάρ | 560 m    | СИ от Мегали Волви (Голем Бешик)                                        |
| Сиври      | Σημάδι, Σιβρή               | 627 m    | СИ от Мегали Волви (Голем Бешик) и СЗ от Микри Волви (Малък Бешик)      |
|            | Στανότοπος, Σπανότοπος      | 652 m    | Ю от Филаделфи (Гювелци)                                                |
| Чобан      | Цопани                      | 473 m    | ЮИ от Левкуда (Кавак)                                                   |